# Kōichi Hashigaito
Kōichi Hashigaito (japanisch 橋垣戸 光一 Hashigaito Kōichi; * 30. März 1982 in der Präfektur Nara) ist ein ehemaliger japanischer Fußballspieler.

## Karriere
Hashigaito erlernte das Fußballspielen in der Schulmannschaft der Koryo High School. Seinen ersten Vertrag unterschrieb er 2000 bei Gamba Osaka. Der Verein spielte in der höchsten Liga des Landes, der J1 League. Danach spielte er bei der Universitätsmannschaft der Osaka-Gakuin-Universität. 2006 wechselte er zum Zweitligisten Ehime FC. Danach spielte er bei Tonan Club (heute: Nara Club) und FC Tiamo.